# Bereketli, Ağlı
Bereketli là một xã thuộc huyện Ağlı, tỉnh Kastamonu, Thổ Nhĩ Kỳ. Dân số thời điểm năm 2018 là 111 người.